# Charlotte Dujardin
Pour les articles homonymes, voir Dujardin.
Charlotte Dujardin, née le 13 juillet 1985 à Enfield (Londres), est une cavalière de dressage britannique. Le cheval de tête, qui a rapporté à Charlotte Dujardin ses nombreux titres, était Valegro, surnommé Blueberry par sa cavalière.

## Biographie
Charlotte Dujardin se met à l’équitation à l’âge de deux ans et, pour la première fois à 13 ans, essaie le dressage, discipline qui demande au cavalier et à son cheval d’accomplir une série de figures complexes telles que changements de pied en temps, passages, piaffer et pirouettes. En 2007, elle réussit à acheter son premier cheval, Fernandez, pour le Grand Prix, grâce à l’héritage de sa grand-mère. En 2011, elle vend son cheval âgé de 11 ans à une cavalière norvégienne, Cathrine Rasmussen (en). Cette même année, Carl Hester, cavalier olympique gérant une écurie chez qui elle travaille comme groom équestre, lui demande de se consacrer au développement d’un jeune hongre de race « hollandaise au sang chaud » (KWPN) du nom de Valegro. Initialement destiné à servir à Hester en compétition, le cheval deviendra le cheval de tête de Charlotte Dujardin qui lui permettra de remporter de nombreux titres. 

### Carrière sportive
Elle est médaillée d'or en individuel et par équipes aux Jeux olympiques de Londres en 2012.
Aux Jeux équestres mondiaux de 2014, elle devient championne du monde de dressage.
Aux Jeux olympiques de Rio, en 2016, elle conserve son titre en individuel et gagne la médaille d'argent par équipe avec le Royaume-Uni,.
Après la mise à la retraite de Valegro, Gio, un hongre KWPN alezan, prend la relève. Il gagne ses premières médailles olympiques, celles de bronze en équipe et en individuel, lors des Jeux olympiques de Tokyo 2020. Il n'avait participé qu'à deux compétitions internationales auparavant. À cette occasion, Charlotte Dujardin devient l'athlète féminine britannique la plus titrée aux Jeux Olympiques.

### Controverse
Elle se retire des Jeux olympiques de Paris 2024 en raison d'une enquête déclenchée par la Fédération équestre internationale. Cette enquête fait suite à l'apparition d'une vidéo de 2020 où on la voit infliger des coups à un cheval. La vidéo publié par le Telegraph montre que lors d’une séance de formation dans une écurie privée, Charlotte Dujardin, à pied dans le manège, fait mauvais usage d’une chambrière à plusieurs reprises. Selon Stephan Wansing, l'avocat de la personne anonyme qui a diffusé la vidéo et porté plainte auprès de la Fédération équestre internationale déclare que « Charlotte Dujardin se trouvait au milieu de la carrière. Elle a dit à son élève que son cheval devait plus lever les jambes au galop, a pris le long fouet. Elle a frappé le cheval plus de 24 fois en une minute et d'une manière très dure, très forte, très brutale. Comme un éléphant dans un cirque ». Charlotte Dujardin affirme que ce n’est pas dans ses habitudes et se met à disposition pour coopérer avec la fédération durant l’enquête. En attendant les résultats de l’enquête, la cavalière est également suspendue provisoirement au niveau national par British Equestrian (BEF) et British Dressage. 
Le tribunal de la FEI la suspend de toute compétition pendant 1 an, à partir de juillet 2024 jusqu'en juillet 2025, et la condamne également à une amende de 10 000 francs suisses (10 733 €).

## Distinctions
- Officier de l'Ordre de l'Empire britannique